# Pak Kyongni
Pak Kyongni (hangŭl: 박경리; Tongyeong, 2 dicembre 1926 – Wonju, 5 maggio 2008) è stata una scrittrice sudcoreana, divenuta famosa per l'opera in 16 volumi Toji (토지), una saga epica ambientata tra il 1897 e il 1945, durante la turbolenta fase del dominio giapponese in Corea.

## Biografia
Pak Kyongni, il cui nome di nascita era Bak Geumi (hangul: 박금이), nacque nel 1926 a Tongyeong, nella provincia del Gyeongsang Meridionale, da una famiglia borghese. I suoi genitori si erano sposati quando il padre, Pak Su-yeong (박수영), aveva 14 anni e la madre 18. Non fu un matrimonio felice: il padre abbandonò lei e sua madre subito dopo la sua nascita, evento che le segnò profondamente la vita. In seguito disse che provava contemporaneamente compassione e disprezzo per la madre, ma solo odio nei confronti del padre.
Pak è cresciuta durante il Periodo Coloniale e ha vissuto da adulta la Guerra di Corea. Appassionata di storia e letteratura, lesse in giapponese le principali opere europee del XIX secolo che ebbero un impatto notevole sulla sua carriera di scrittrice.
Nel 1946, dopo essersi diplomata al Jinju Girls' High School (진주고등여학교), sposò Kim Haeng-do (김행도), un impiegato dell'ufficio del Monopolio (전매부). Durante la Guerra di Corea Kim fu accusato di essere un comunista, scomparve per poi morire nella prigione del Distretto di Seodaemun, a Seoul. Le disgrazie di Pak Kyongni continuarono quando, nello stesso anno, morì anche il figlio di 3 anni e si trovò con una bambina di quattro anni e la madre da mantenere. Fu il disperato bisogno di sostenere la piccola famiglia che le era rimasta a portarla alla scrittura. Avviò infatti la carriera da scrittrice professionista nel 1955, dopo essere stata raccomandata dallo scrittore e poeta Kim Tongni (김동리). Dal 1970 crebbe il nipote, Wonbo, dopo che suo genero e poeta, Kim Chi-Ha (김지하) venne arrestato con l'accusa di essere comunista, proprio come suo marito.
Ha sofferto di cancro al seno e ai polmoni: quest'ultimo l'ha portata alla morte nel 2008 all'età di ottantuno anni.

### Carriera di scrittrice
Delle sue opere, Pak Kyongni disse: "Ho iniziato a scrivere perché ero infelice; piuttosto che una brava scrittrice avrei preferito essere una persona felice."
L'evoluzione della sua scrittura può essere suddivisa in tre periodi: gli anni '50, gli anni '60 e gli anni '70.
Nel dopoguerra dei tardi anni '50 scrisse soprattutto racconti brevi basati sulle sue esperienze di vedova in un paese distrutto dalla guerra. Ognuna delle storie di quel periodo aveva come costante tre personaggi: una madre anziana, una bambina e una giovane donna, sulla quale gravava l'onere del sostentamento della famiglia. Questa fase della sua opera letteraria terminò con la pubblicazione di Time of Distrust (불신시대, Bulsin Sidae), un vivido ritratto del travaglio di una giovane vedova che cerca di mantenere la propria famiglia tentando di rimanere una persona dignitosa in mezzo ad una società corrotta. Quest'opera le valse il premio come autore esordiente dagli editori del Hyundae Munhak (현대문학).
Con più fiducia si lanciò nella seconda fase, iniziata con Pyoryudo (표류도) e seguita da una serie di romanzi che ebbero rilevante successo: The Daughters of Apothecary Kim (김약국의 딸들, Kimyakgukui Ttaldeul), The Fish Market (P’ashi, 파시), e Marketplace and Battlefield (Sijang gwa Jeonjang,시장과 전장).

#### Toji
Toji (The Land) è il più celebre tra i romanzi di Pak Kyongni. La pubblicazione di quest'opera iniziò nel 1969, nella sessione del "Contemporary Literature" (현대문학, Hyundae Munhak), per terminare nel 1994. Il romanzo segue le sorti degli abitanti di Pyeongsa-ri, un villaggio fittizio del distretto di Hadong, dal 1897 pochi anni dopo la Rivolta Tonghak, la Riforma Kab'o, l'assassinio della regina Myeongseong, fino alla liberazione della Corea dal dominio giapponese nel 1945.
Il romanzo ebbe una presa senza precedenti sul popolo coreano, per il quale il villaggio al centro della storia e i suoi abitanti facevano parte di una realtà palpabile. Toji diventa un romanzo nazionale, l'opera che incarna i valori della Corea e dei coreani di oggi. La narrazione, che copre un arco di quarant'anni, rievoca il passato della nazione, con i suoi conflitti irrisolti, le pene e i rimpianti.
La storia inizia con la celebrazione del Harvest Moon Festival del 1897 e la trama ruota intorno alle vicende della famiglia di Choi Chisoo, un ricco e invidiato proprietario terriero afflitto dalla mancanza di un erede maschio. Sono molti i personaggi che emergono e che rimarranno impressi nei ricordi dei lettori: la Signora Yoon con la sua profetica saggezza, la capricciosa Choi Seo-hee (최서희), figlia di Choi Chisoo, la sensibile Wolsun, aggravata dal peso di essere la figlia di uno sciamano.
Ogni personaggio rappresenta i vizi e le virtù del genere umano, tutti lottano per salvare la propria dignità, come molti altri della narrativa di Pak.
Da quest'opera verranno tratti un film, una serie televisiva e un'opera lirica. Toji è stato tradotto in diverse lingue, incluse l'inglese, il tedesco, il francese e il giapponese.
L'UNESCO ha incluso questo romanzo nella Raccolta delle opere più rappresentative.

## Opere
- 1955 Calculation (계산, Gyesan)
- 1956 Black and Black and White and White (흑흑백백, Heukheuk baekbaek)
- 1957 Period of Distrust (불신시대, Bulsin Sidae)
- 1957 Missions
- 1958 Love Song (연가, Yeonga )
- 1958 Byeokji (벽지)
- 1958 Time of Darkness (암흑시대, Amheuk Sidae)
- 1959 Pyoryudo (표류도)
- 1962 The Daughters of Pharmacist Kim (김약국의 딸들, Kimyakgukui Ttaldeul)
- 1963 Pasi (파시)
- 1965 The Market and War field (시장과 전장, Sijang gwa Jeonjang)
- 1965 Green Zone (Nokjidae, 녹지대)
- 1969–1994 Toji (토지 The Land)
- My Mind is Lake (내 마음은 호수)
- Blue Galaxy (푸른 은하)[5]

## Premi e riconoscimenti
- The Contemporary Literature (Hyundae Munhak) Award (1958).[10]
- The Woltan Literature Award (per Land, 1972).[11]
- The Inchon Award (1990).[12]
- The Bogwan Order of Cultural Merit (1992).[13]
- Order of Cultural Merit, Geum-gwan Medal (Gold Crown) 금관장 (conferito postumo).[12]